# Ctimene albicolor
Ctimene albicolor là một loài bướm đêm trong họ Geometridae.